# Dyrekcja Kolei w Szczecinie

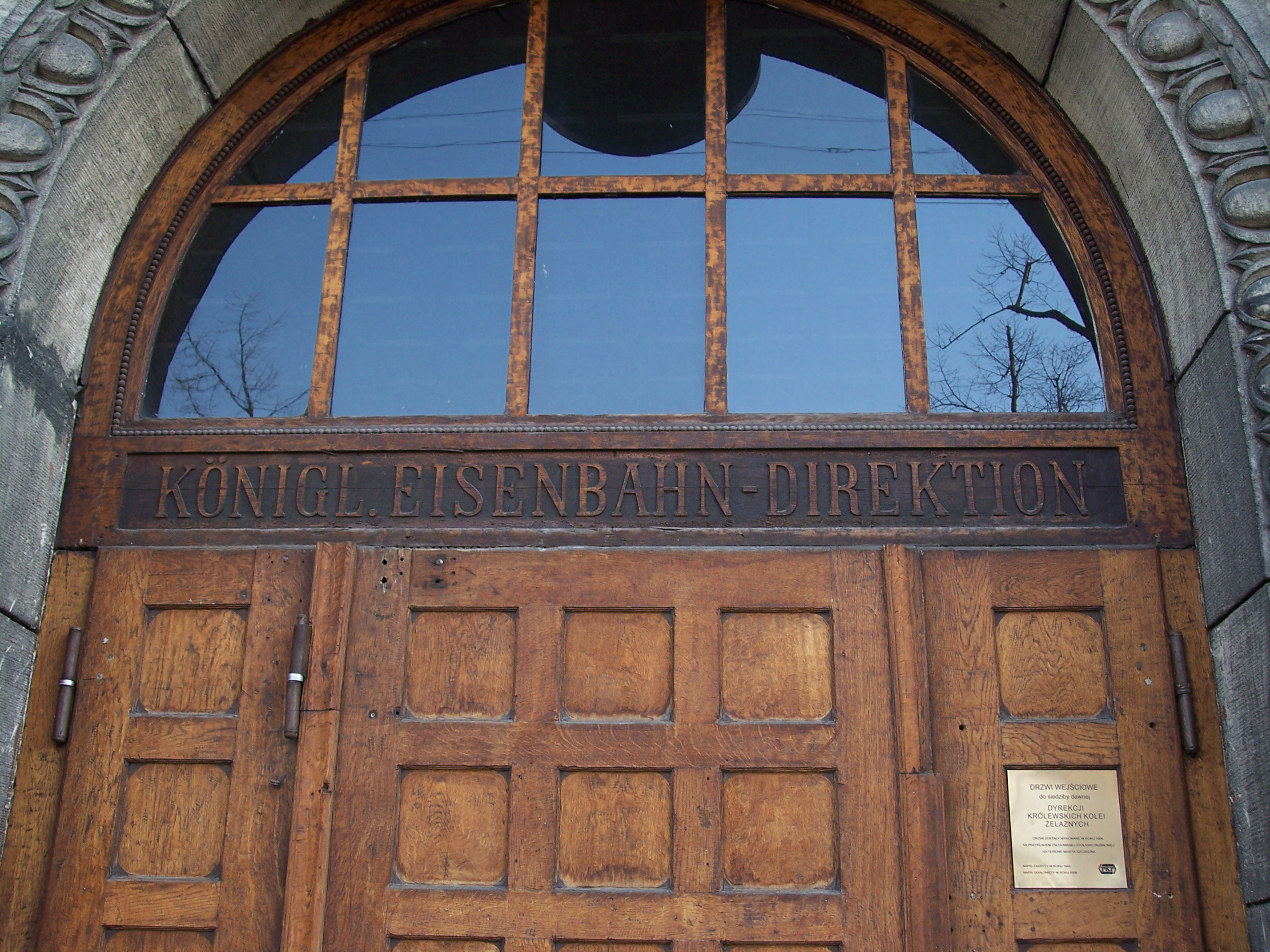
zachowany napis w jęz. niem. Dyrekcji Kolei w Szczecinie

Dyrekcja Kolei w Szczecinie – terytorialny organ zarządzania koleją z siedzibą w Szczecinie.
Prekursorami organizacyjnymi były m.in. od 1879 Królewska Dyrekcja Kolei Berlińsko-Szczecińskich Pruskich Kolei Państwowych (Königliche Direktion der Berlin-Stettiner Eisenbahn der Preußischen Staatsbahnen) oraz od 1895 Królewska Dyrekcja Kolei Szczecin (Königliche Eisenbahn-Direktion Stettin – KED Stettin). Od kiedy w 1920 Pruska Kolej Państwowa połączyła się z Deutsche Reichsbahn, miejscowy zarząd otrzymał nazwę Dyrekcji Kolei Rzeszy w Szczecinie (Reichsbahndirektion Stettin).
W okresie polskim zarządcą terytorialnym była Dyrekcja Okręgowa Kolei Państwowych, z siedzibą w Szczecinie (1945-1998).

## Prezesi/dyrektorzy[2][1]
- 1880-1881 - Thomas Tecklin[3]
- 1895-1901 - Paul August Heinsius
- 1901-1909 - dr Georg Sombart
- 1909-1919 - Hermann Brandt
- 1919-1924 - Adolph Schultze
- 1924-1937 - Friedrich Lotse
- 1937-1942 - Karl Linnekohl
- 1942-1945 - dr Bruno Wenzel
- 1945-1947 - Tomasz Pietraszek
- 1947-1949 - inż. Tadeusz Janiszewski
- 1949-1950 - inż. Henryk Popławski
- 1950 - inż. Jan Krynicki
- 1951-1952 - Julian Bochner
- 1952 - Andrzej Kowalczyk
- 1952-1954 - inż. Konstanty Pietkiewicz (1908–1980)
- 1954-1960 - Jan Szafrański
- 1960-1963 - inż. Wincenty Radomiński
- 1963-1969 - Mieczysław Lewiński
- 1969-1971 - inż. Wincenty Radomiński
- 1971-1979 - mgr Kazimierz Tandej
- 1979-1989 - inż. Bogdan Matałyga
- 1989-1990 - mgr Stefan Maksymów
- 1990-1996 - mgr inż. Tadeusz Groszyk
- 1996-1998 - mgr inż. Józef Jastrzębski